# Shri
Shri (podle indského božstva Šrí) byl rod malého teropodního dinosaura z čeledi Dromaeosauridae a podčeledi Velociraptorinae, žijící v období pozdní křídy (asi před 72 až 71 miliony let) na území dnešního Mongolska (Chulsan, souvrství Barun Goyot). Typový druh Shri devi byl formálně popsán v lednu roku 2021.

## Historie
Fosilie tohoto teropoda (holotyp je nekompletně dochovanou kostrou s označením IGM 100/980) byly objeveny v poušti Gobi a v roce 1996 byly provizorně pojmenovány "Ichabodcraniosaurus". Paleontologové se nejdříve domnívali, že se jedná o zástupce druhu Velociraptor mongoliensis. Detailní výzkum fosilních kostí ale odhalil množství anatomických odlišností, což tomuto velociraptorinovi vysloužilo vlastní rodové a druhové jméno.
Lebka tohoto teropoda byla oficiálně identifikována až v roce 2023.

## Nový druh
V roce 2025 byl formálně popsán další druh rodu Shri, a sice S. rapax. Fosilie tohoto mongolského teropoda ze souvrství Djadochta mají podobu téměř kompletní a dobře zachované kostry, včetně lebky (která se však mezitím ztratila). Lebka byla celkově robustnější a čelisti silnější než u druhu S. devi, stejně tak přední končetiny. To dokládá rozdělení potravních nik u těchto menších teropodů v jejich ekosystémech.